# Urbanisme à Marseille
L'urbanisme de Marseille est le fruit de l'histoire de la ville, de son expansion à partir du XVIIe siècle, des destructions de quartiers au XXe siècle et des opérations de rénovation urbaine telle qu'Euroméditerranée.

## Histoire urbaine

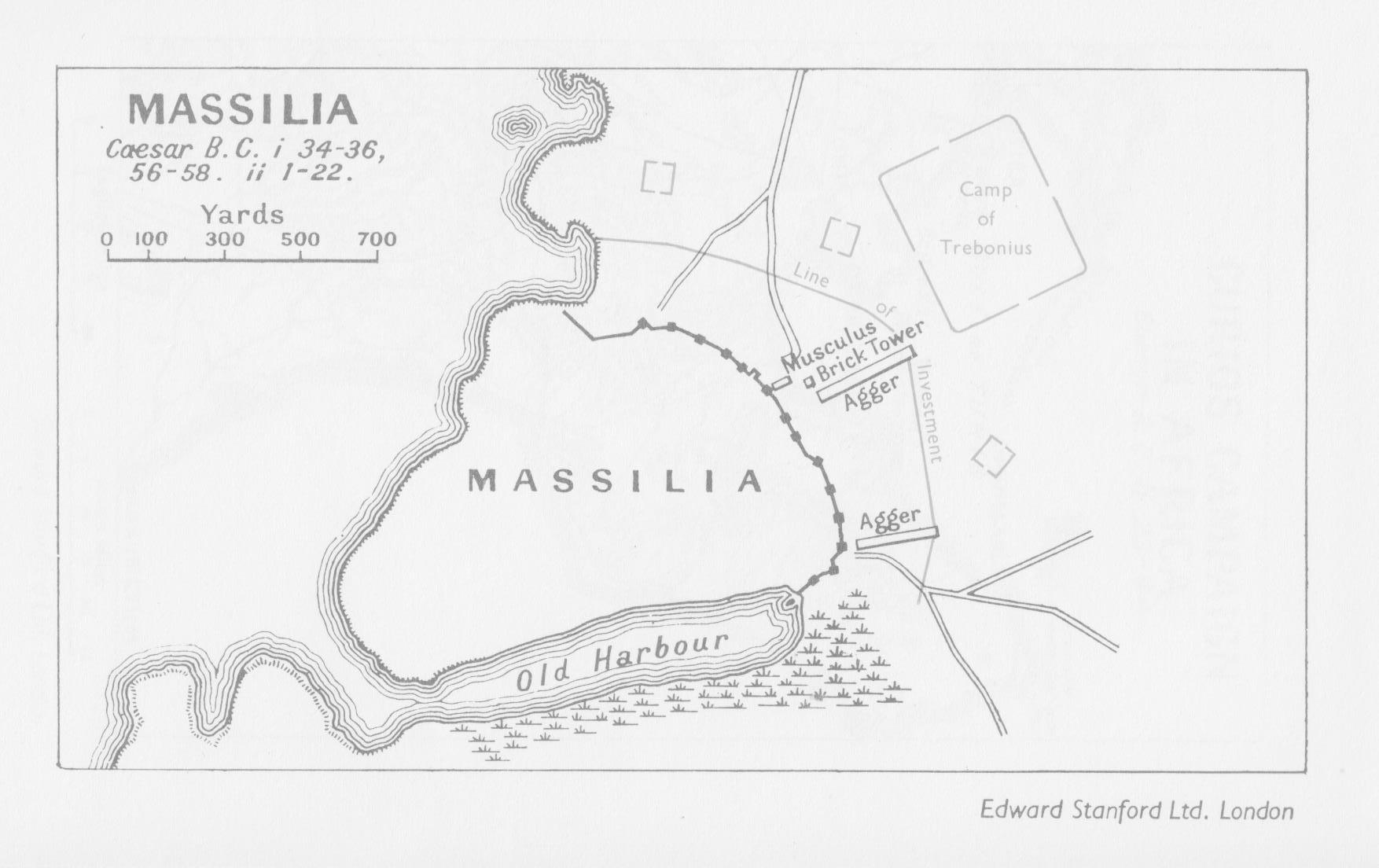
Massilia en 49 av. J.-C.

Marseille au XIVe siècle.

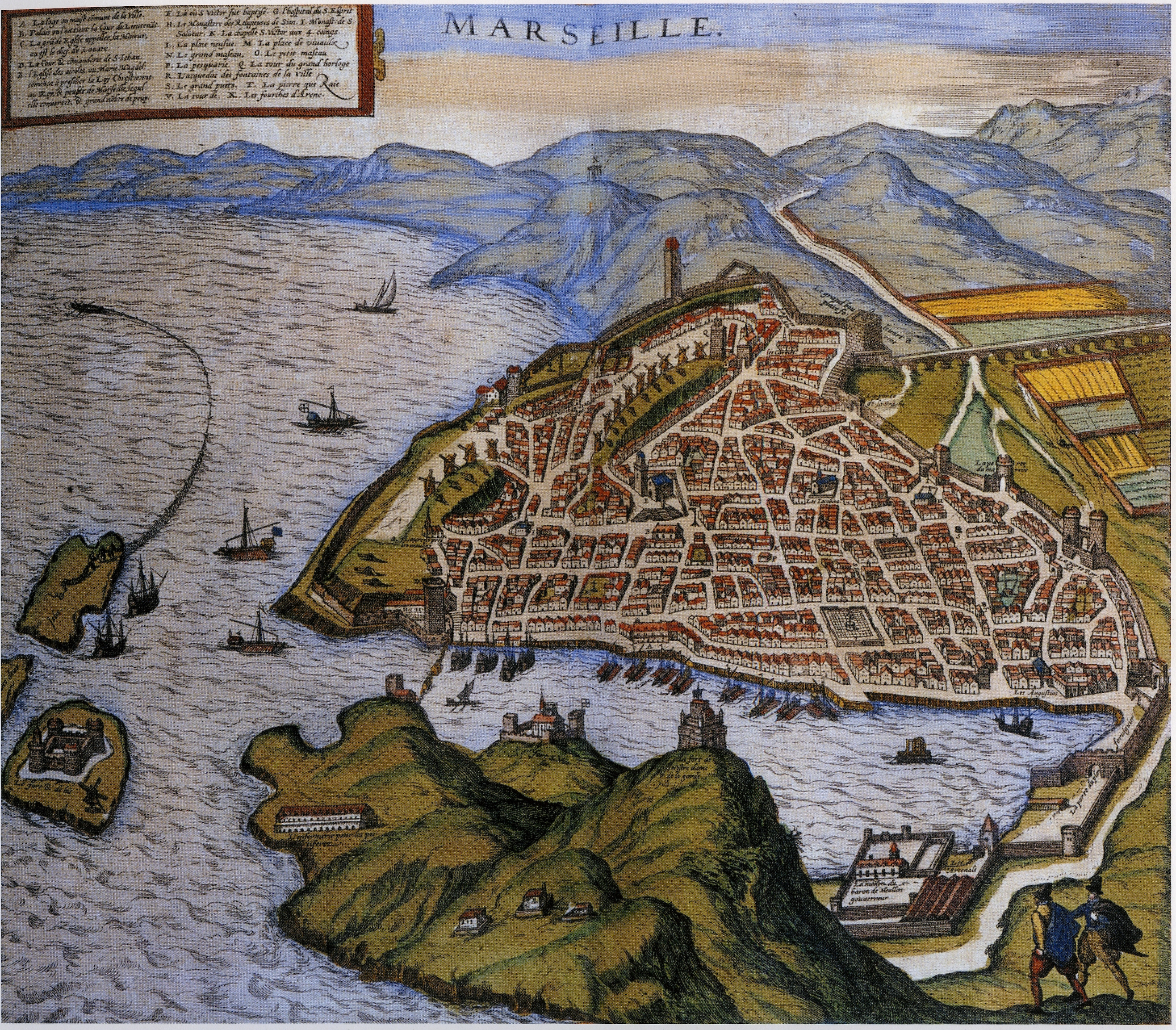
Marseille au XVIe siècle.

### Jusqu'auXIXesiècle
Marseille a initialement été fondée en -600 sur la rive nord de l'actuel Vieux-Port, à l'emplacement de l'actuel quartier du Panier. L'agora grecque se serait d'ailleurs située sur l'actuelle place de Lenche. Des vestiges de la cité antique ont également été retrouvés derrière le Centre bourse et peuvent aujourd'hui être visités dans le Jardin des Vestiges.
La ville se développe de sa fondation jusqu'au XVIIe siècle dans une zone alors entourée de remparts et aujourd'hui globalement délimitée par un triangle formée aujourd'hui par le Centre-Bourse, le MUCEM et la Porte-d'Aix. Les quartiers longeant La Canebière comme Noailles, Opéra ou Belsunce, pourtant situés dans l'actuel hypercentre, ne sont alors pas urbanisés. La Canebière, artère centrale de la ville aujourd'hui, tient d'ailleurs son nom des champs de chanvre (en provençal canebe, lui-même du latin cannabis) qui s'y situaient et n'est percée qu'à la fin du XVIIe siècle (1666) quand on décide l'extension de la ville, tout comme les cours Belsunce et Saint-Louis (1670).
La rue de Rome, prolongée d'abord jusqu'à l'actuelle place de Rome où l'on repousse les remparts, est finalement agrandie jusqu'à l'actuelle place Castellane en 1774. L'axe formé par la rue de Rome, le cours Saint-Louis et le cours Belsunce forme alors un axe majeur de la ville.

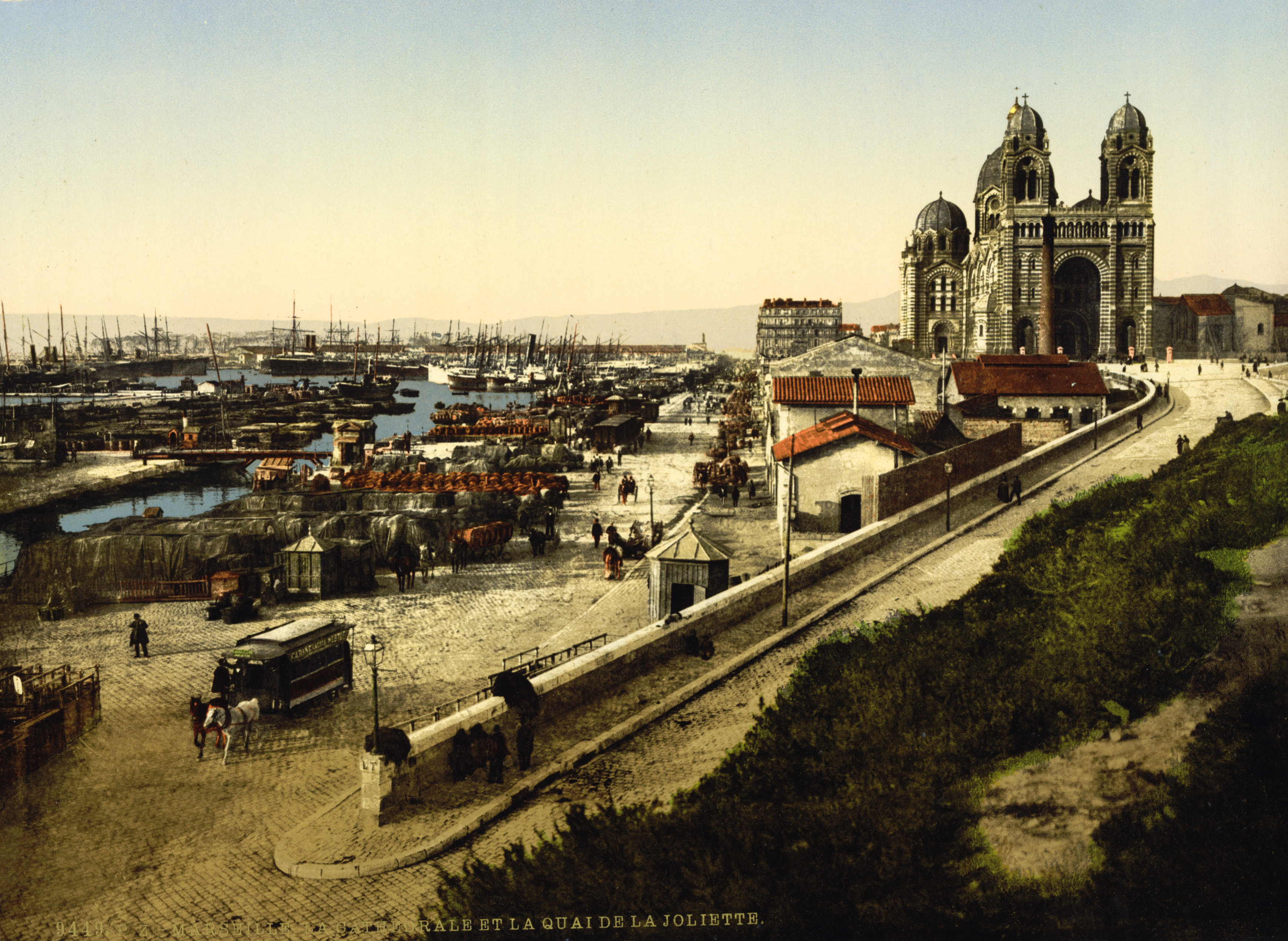
Les infrastructures portuaires de La Joliette, ici vers 1895, ont longtemps influencé l'urbanisme et la sociologie du nord du centre-ville.

### XIXesiècle

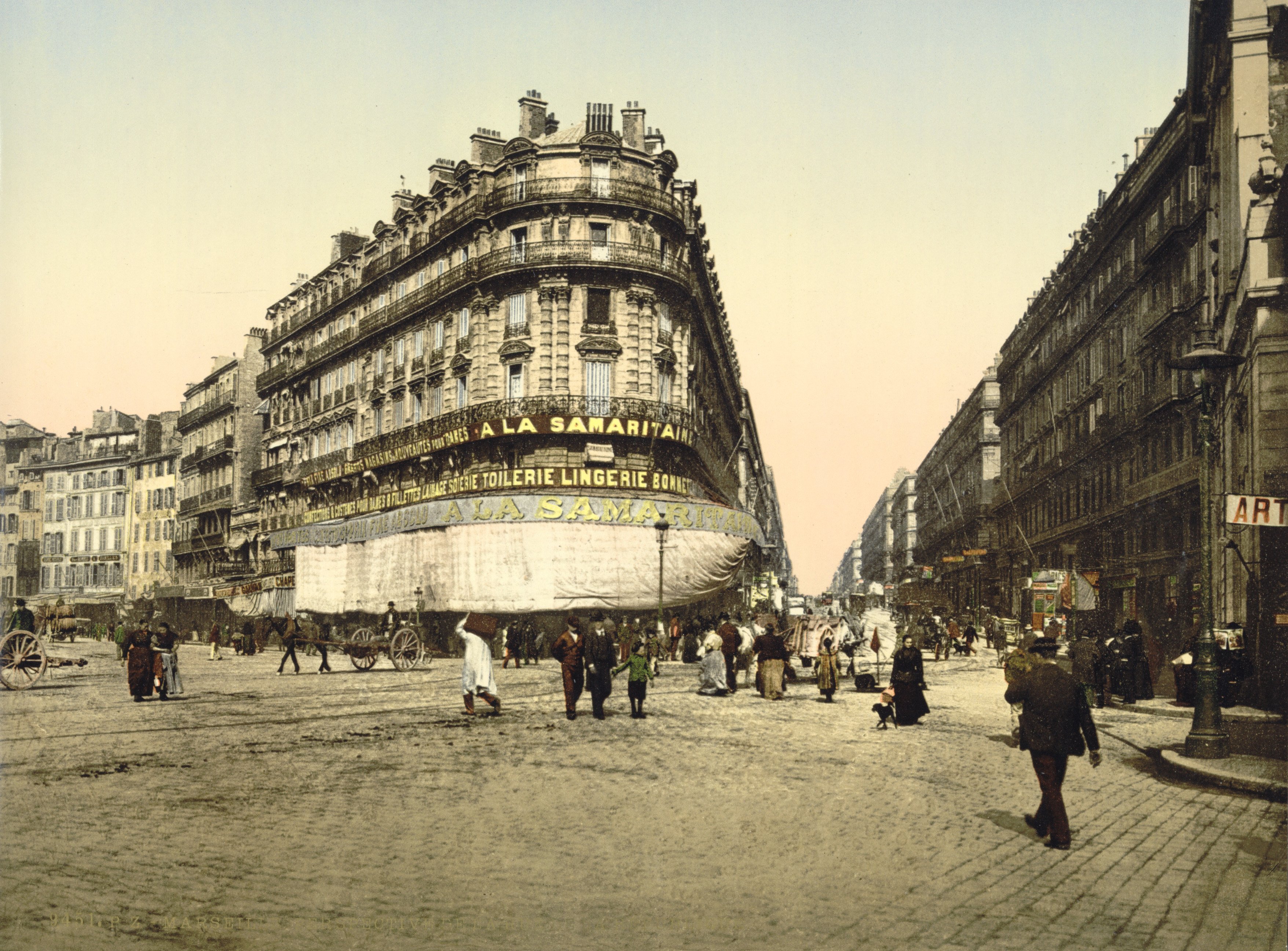
La rue Impériale (aujourd'hui rue de la République) en 1895 (à droite)

Au cours du XIXe siècle, Marseille devient le premier port français vers les colonies. Pour faire face à l'explosion des échanges commerciaux, on agrandit les infrastructures portuaires jusque-là confinées au Vieux-Port vers La Joliette et Arenc, quartiers où sont construits des bassins portuaires et des infrastructures industrielles. La rue de la République, nommée à l'époque rue Impériale, est percée en 1864 pour y loger les riches négociants et relier l'ancien et le nouveau port. Ceux-ci ne s'y installeront pas, poursuivant leur déplacement vers le sud de la ville commencé dès le XVIIIe siècle aux dépens du centre-ville, trop proche des activités portuaires. Les quartiers de Noailles et de Belsunce, autrefois bourgeois, se paupérisent alors du fait de l'installation de populations immigrées venues former la main d'œuvre portuaire, au même titre que Le Panier ou La Joliette. Ce processus explique encore aujourd'hui la structure urbaine et sociale du centre-ville de Marseille.

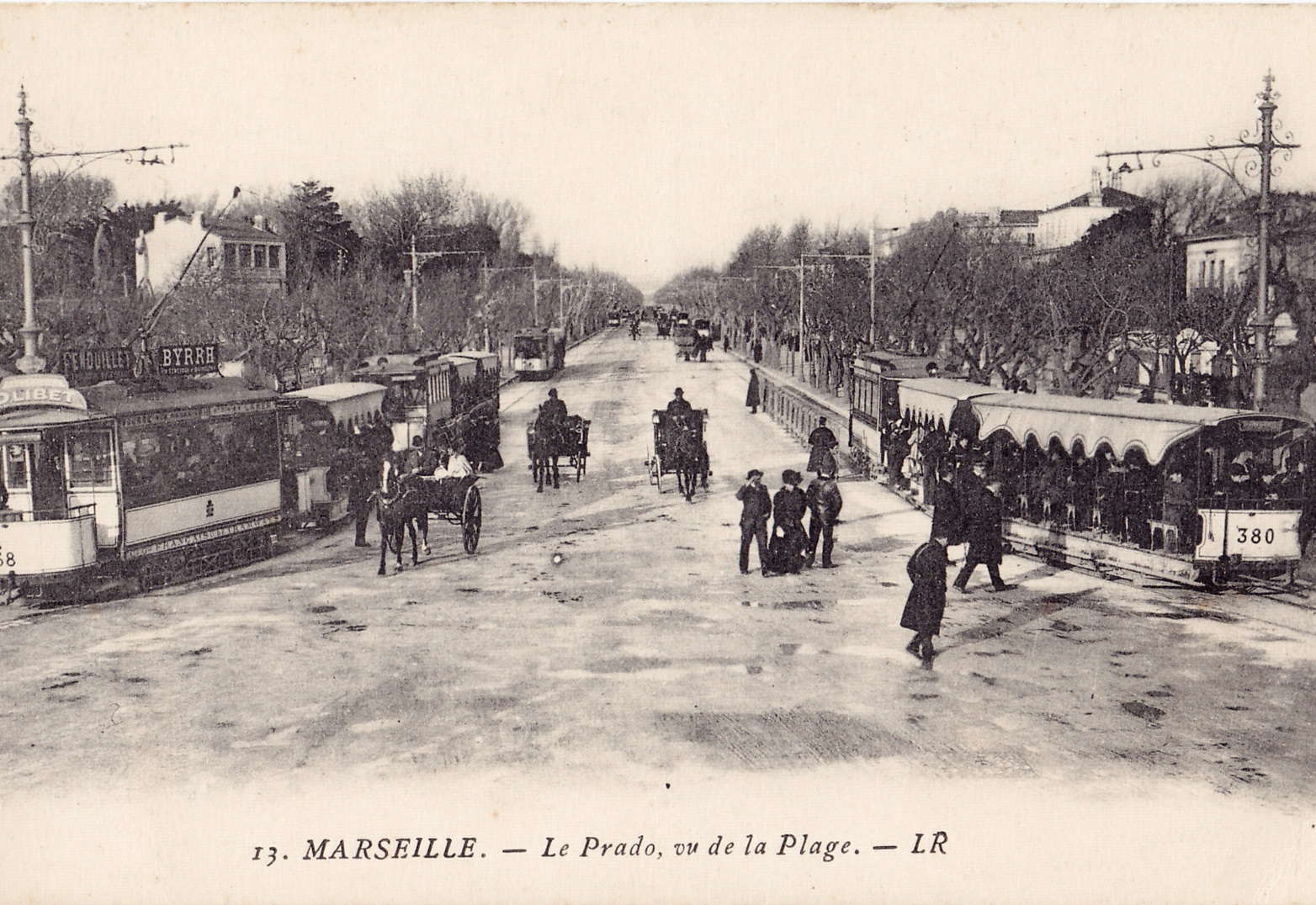
L'avenue du Prado, ici au début du XXe siècle, fut construite au cours du XIXe siècle

Au sud, où s'est installée la bourgeoisie industrielle et négociante marseillaise est percée l'Avenue du Prado à partir des années 1830. L'urbanisation est cependant totalement différente des deux côtés de l'avenue. À l'ouest du Prado se développe une zone résidentielle fortunée dans l'actuel quartier de Périer et autour de la Rue Paradis, qui est prolongée jusqu'au deuxième Prado en 1880 et où sont bâtis des immeubles haussmaniens. À l'Est du Prado, dans le quartier du Rouet, se concentrent au contraire des usines et logements ouvriers.
Les quartiers nord sont à l'époque encore principalement vierges et on y construit des bastides bourgeoises dont il reste encore des exemples aujourd'hui.
De la même manière, la côte sud, d'Endoume aux Goudes, n'est pratiquement pas urbanisée et ne compte que quelques criques de pêcheurs. La Corniche est alors construite au cours du XIXe siècle et des villas comme la Villa Valmer (1865) ou la Villa de Gaby Deslys sont bâties au-dessus.

### XXesiècle

#### Réalisations et erreurs de l'après-guerre
Au cours de la Seconde Guerre mondiale, la ville est occupée à partir de 1942 et les Allemands détruisent une partie du Panier lors de la Rafle de Marseille en 1943. Le quartier fut reconstruit après la libération par l'architecte Fernand Pouillon, que l'on appelle aujourd'hui immeubles Pouillon sur le Vieux-Port.
De la fin de la Seconde guerre mondiale aux années 1990, on assiste aux phénomènes urbains suivants :
- la construction d'autoroutes arrivant au cœur du centre-ville (A7, A55), ainsi que de nombreuses passerelles automobiles (A55, Plombières, Valmante, place du Général Ferrié, Menpenti, etc.)
- l'importance donnée à la voiture dans les aménagements de la voirie
- la construction de grands ensembles, surtout dans les quartiers nord, mais aussi au Sud et parfois en centre-ville (tours Labourdettes, les Catalans, Le Racati, etc.)
- la politique du tout-voiture a délaissé les transports en commun (seulement 2 lignes de métro creusées et la majeure partie de la ville n'est pas desservie, démantèlement du tramway après la Seconde guerre mondiale)

#### Tournant à la fin du siècle
À la fin des années 1990, la fin est confrontée aux problèmes urbanistiques suivants
Les abus de la politique du tout-voiture ont donné une place trop grande à l'automobile et les aménagements routiers défigurent l'espace urbain, surtout en centre-ville, sur les boulevards de contournement (rocade du Jarret, Cours Lieutaud, Plombières) et au niveau des autoroutes pénétrantes. L'importance de la voiture reste encore très marquée en ville, comme en témoignent le cours Lieutaud ou le Jarret qui sont des axes de circulation très embouteillés et pollués. Récemment, la politique urbaine de la ville tend à réduire ce poids de l'automobile avec la récente construction du tramway sur la Canebière ou la semi-piétonnisation du Vieux-Port.
Beaucoup d'immeubles n'ont pas été entretenus (façades noircies par la pollution, immeubles à réhabiliter, etc.) et la voirie n'est pas adaptée aux modes alternatifs de transport. Il manque enfin un sens global dans la politique urbanistique et une organisation intermodale entre les quartiers.

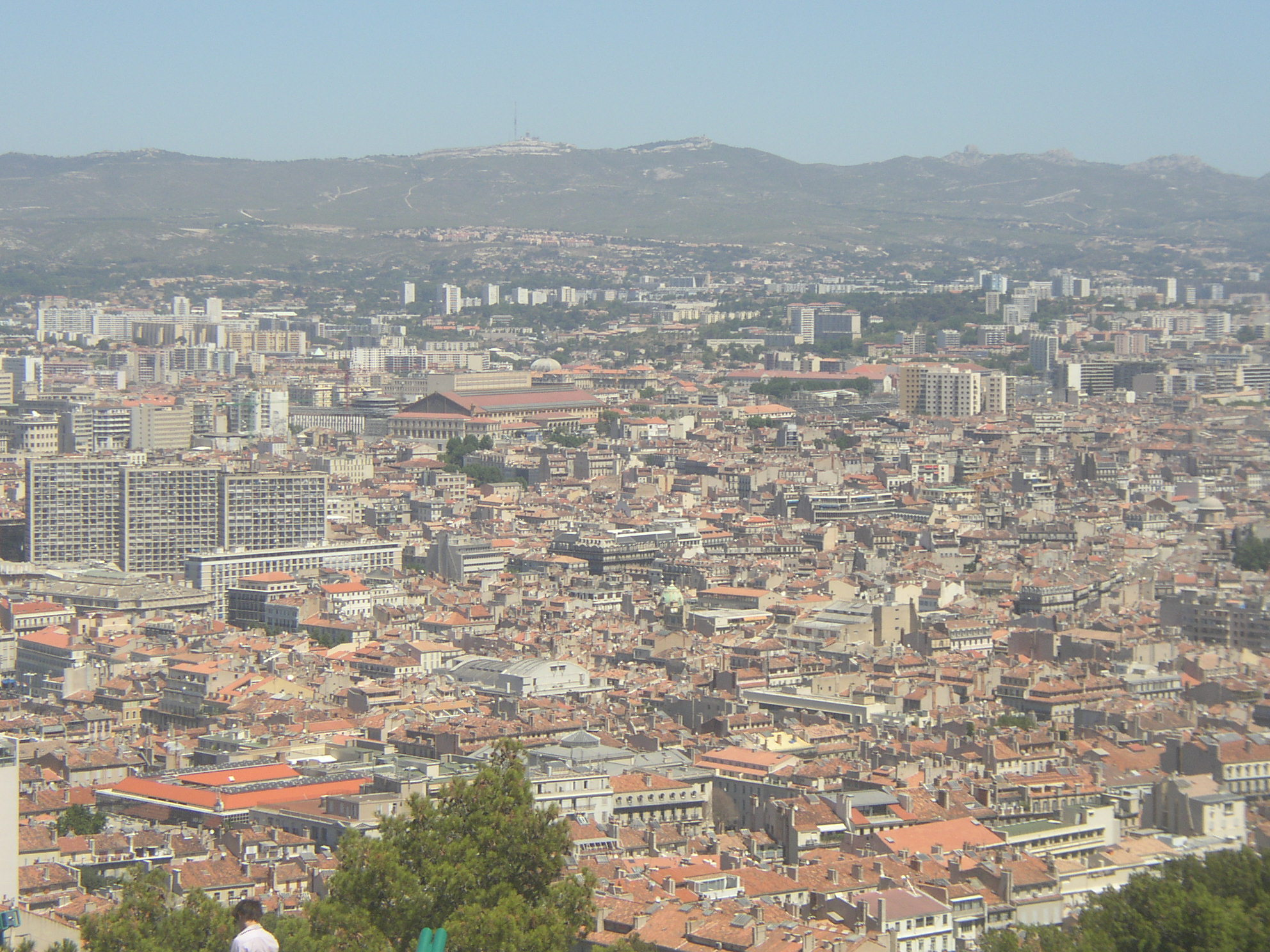
Vue d'une partie du centre-ville depuis Notre-Dame-de-la-Garde aujourd'hui.

### Rénovations urbaines depuis la fin des années 1990

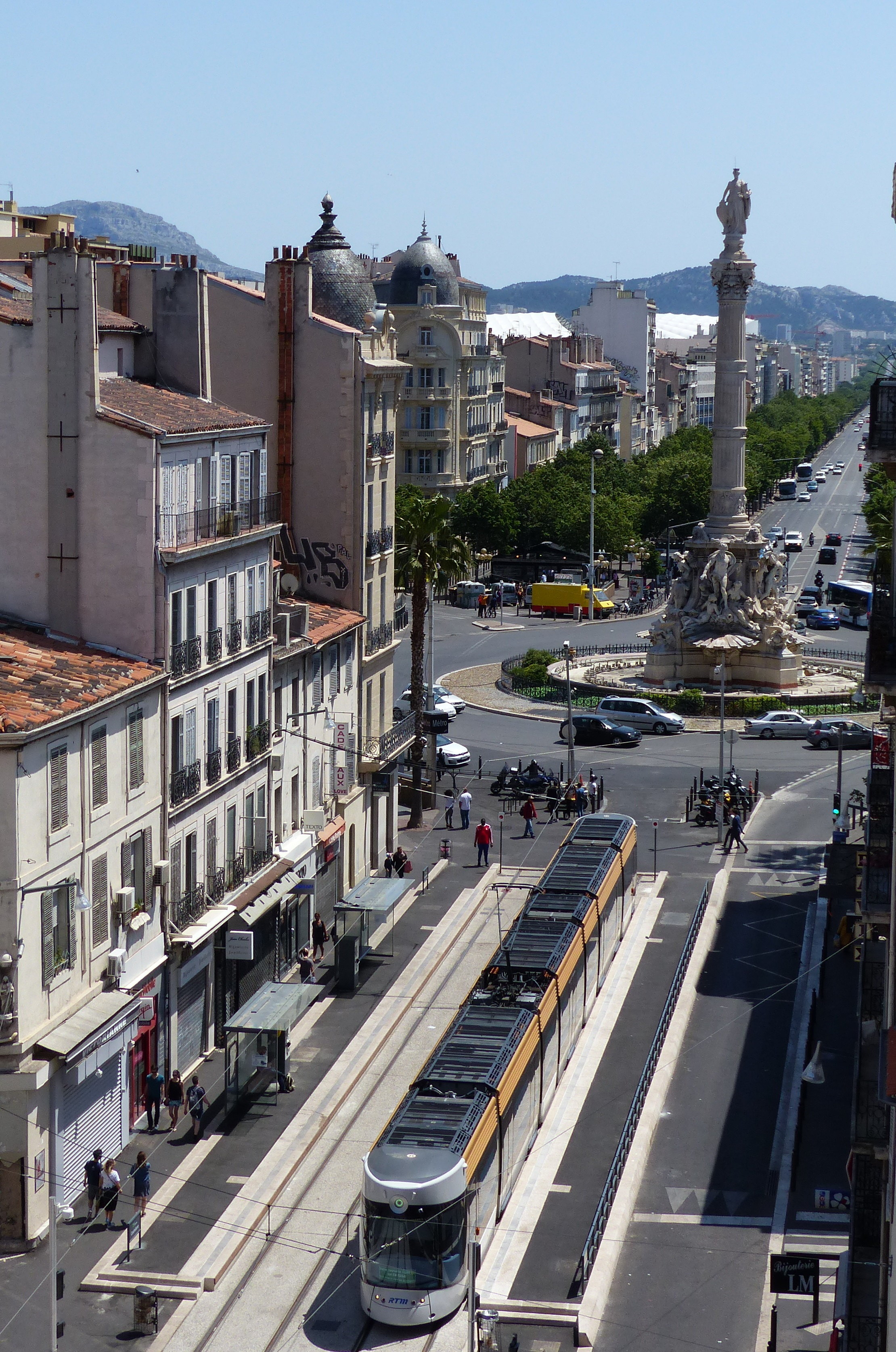
Une rame au terminus de la ligne 3, Place Castellane.

Depuis les années 1990, on assiste dans la ville à d'importants travaux d'aménagements, surtout dans le secteur d'Euroméditerranée (Arenc, La Joliette, la Porte d'Aix, Saint-Charles, Les Crottes), dans le centre-ville et dans les quartiers du Rouet, de Menpenti, de la Capelette qui connaissent tous une métamorphose importante.
Une partie de la ville fait l'objet de l'opération Euroméditerranée, l'une des plus grandes opérations de rénovation urbaine d'Europe. Depuis le début des années 2000, de nombreux travaux d'aménagement ont été entamés et certains quartiers ont été transformés : Arenc, La Joliette, la Porte d'Aix ou encore Saint-Charles. Parmi les projets les plus emblématiques d'Euroméditerrannée figurent les Docks, Les Quais d'Arenc, la Tour CMA-CGM, les Terrasses du Port, l'aménagement de la Porte d'Aix et du quartier Saint-Charles, le MuCEM et la Rue de la République.
À la suite du succès du projet, l'opération a été agrandie en 2007 avec Euroméditerranée 2 vers les quartiers du Canet, de La Cabucelle et des Crottes. Elle prévoit la construction du parc des Aygalades, de deux éco-quartiers méditerranéens nommés « Les Fabriques » et « Smartseille », ainsi que le recouvrement de la passerelle de l'A55 pour créer une esplanade au-dessus de la mer.
La tendance est actuellement à la réduction de la place de la voiture, surtout en centre-ville. Certaines initiatives dans ce sens avaient déjà été prises de façon singulières à la fin des années 1980 et dans les années 1990, avec la piétonnisation de la Rue Saint-Ferréol et du Cours Honoré-d'Estienne-d'Orves. Récemment, la semi-piétonnisation du Vieux-Port réalisée en 2013, de la Rue de Rome en 2015 ainsi que de plusieurs rues du centre-ville vont dans ce sens.
Les autoroutes pénétrant en centre-ville sont progressivement supprimées : transformée en tunnel à la Joliette ou reculée à la Porte d'Aix. La volonté des élus est de dévier les flux automobiles traversant le centre-ville, notamment à travers la construction de la rocade L2 (prévue pour 2017) et du Boulevard urbain sud prévu pour 2022, qui permettront la requalification de la rocade du Jarret, du Cours Lieutaud et la piétonnisation complète d'une partie du centre-ville. En parallèle, des tunnels sont construits pour supprimer la circulation au sol : tunnel Prado-Carénage (1993), tunnel Louis-Rège (2007), tunnel de la Joliette, tunnel de la Major, tunnel Prado-Sud (2013), tunnel place du Général Ferrié (en projet).
Parallèlement à cela, la politique de transport actuelle vise à augmenter la part des transports en commun dans les déplacements de la métropole, à travers plusieurs réalisations et projets :
- le prolongement de la ligne 1 du métro jusqu'à La Fourragère en 2010
- la création de trois lignes de tramway depuis sa réouverture en 2007
- la construction de parking relais en périphérie pour inciter les automobilistes à quitter leur voiture
- le prolongement de la ligne 2 du métro au nord jusqu'à Gèze (ouverture en 2019)
- le prolongement de ligne 2 du métro à l'est vers St-Loup (en projet)
- la réalisation d'un axe nord-sud de tramway avec la ligne 3 du tramway qui ira à terme de Saint-Louis à La Rouvière. Pour l'instant, seul a été réalisé le tronçon d'Arenc à la place Castellane en 2015.

## Urbanisme contemporain

### Grands ensembles, résidences surveillées et cités sensibles

La Rouvière, construit dans les années 1960 dans les quartiers sud

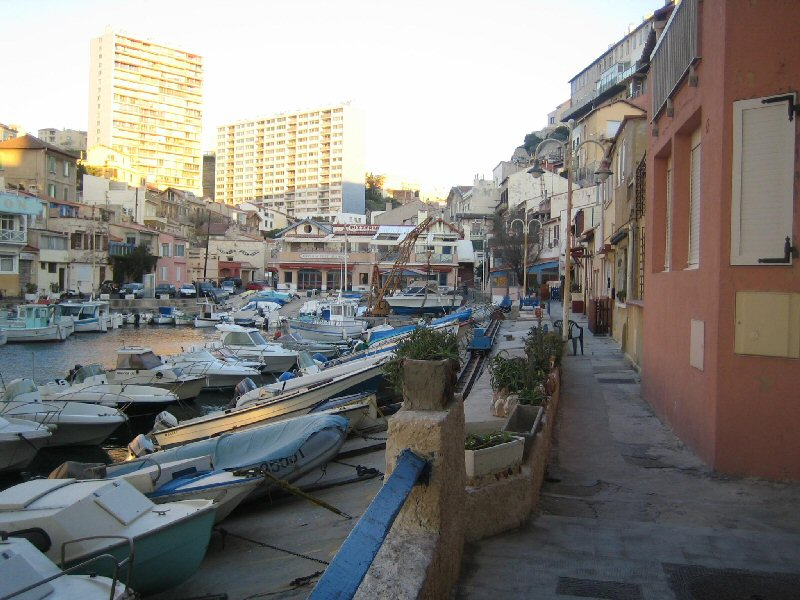
Le Vallon des Auffes, où se côtoient cabanons de pêcheur et immeubles de grande hauteur.

Dans les années 1960 et 1970, pour faire face à l'immigration massive qui avait formé des bidonvilles dans les quartiers nord, mais aussi au sud comme à La Cayolle, on décide de construire de nombreux grands ensembles d'habitation. Ceux-ci sont donc principalement construits au Nord de la ville, qui s'urbanise très rapidement, mais aussi dans les quartiers sud où ils abritent souvent des populations bien plus aisées dans des résidences de standing plus élevé, comme à La Rouvière (1962) ou à La Cadenelle (1975).
Nombreuses de ces résidences sont des ensembles clôturés, qui représentaient 1/5 des logements marseillais et entre 170 000 et 200 000 habitants en 2010. 81 % de ces ensembles résidentiels clôturés sont munis de portails entièrement verrouillés de jour comme de nuit pour filtrer l’accès des véhicules. On observe un accroissement du phénomène ces dernières années et la plupart d'entre eux n'ont été clôturés que récemment par rapport à leur année de construction, à l'image de la résidence Allée des Pins, construite en 1966 et clôturée en 2005, ou la résidence Château sec, construite en 1965 et clôturée en 2000. Ainsi, plus de 500 résidences l'ont été entre 2000 et 2010. L'accentuation de ce phénomène récent, certes aussi présent dans les autres agglomération françaises, s'exprime avec une intensité plus importante à Marseille et toute la commune est concernée, touchant autant les quartiers aisés du sud que les enclaves de populations à revenu important des quartiers nord.
À l'inverse, beaucoup de grands ensembles sont aujourd'hui défavorisés, touchés par la violence, le trafic de drogue et un taux de chômage important, surtout dans les quartiers nord, mais aussi sporadiquement à l'Est et au Sud de la ville.
Enfin, dans la plupart des grandes villes françaises, les grands ensembles et les constructions de grande hauteur ont été relégués aux banlieues voisines et fondus dans une architecture semblable. À Marseille, des tours d'habitation bien plus élevées que les constructions anciennes voisines ont été pu être construites, parfois au sein même du centre-ville à l'exemple des tours Labourdette sur le cours Belsunce, ou au-dessus des maisons traditionnelles de pêcheurs comme au-dessus du Vallon des Auffes.

### Quartiers
À Marseille, il est très peu pertinent d'analyser l'urbanisme par arrondissement, qui d'ailleurs sont surtout utilisés par l'administration et rarement par les habitants qui préfèrent se référer aux quartiers. De plus, certains arrondissements connaissent une urbanisation totalement différente selon les quartiers, comme dans le 2e arrondissement entre La Joliette et Le Panier par exemple.

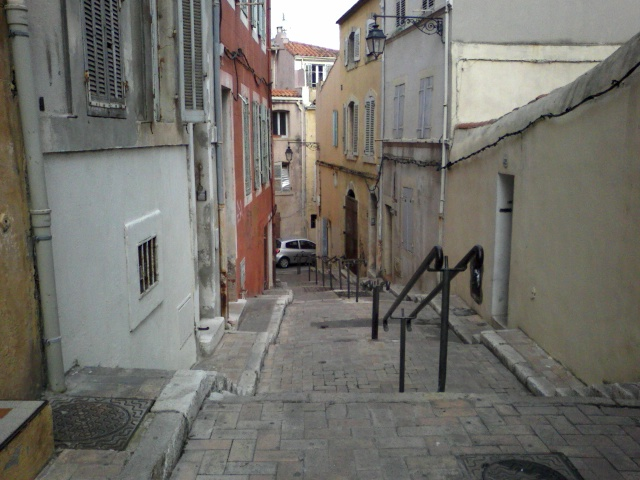
Une ruelle typique du Panier.

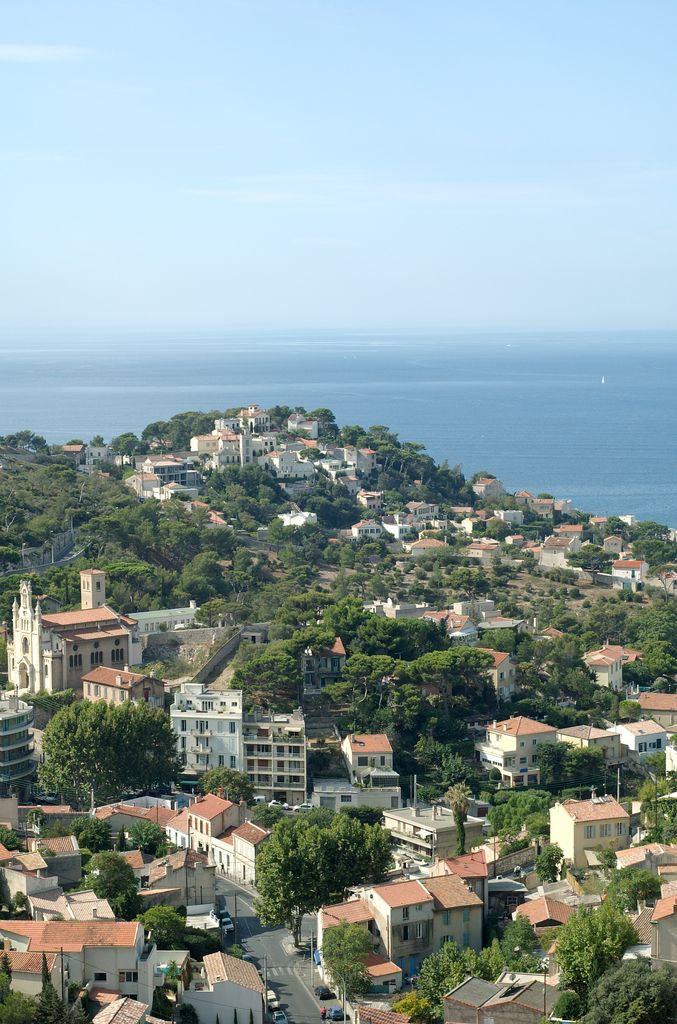
Les quartiers sud de Marseille, comme ici Endoume sont essentiellement des quartiers résidentiels aisés.

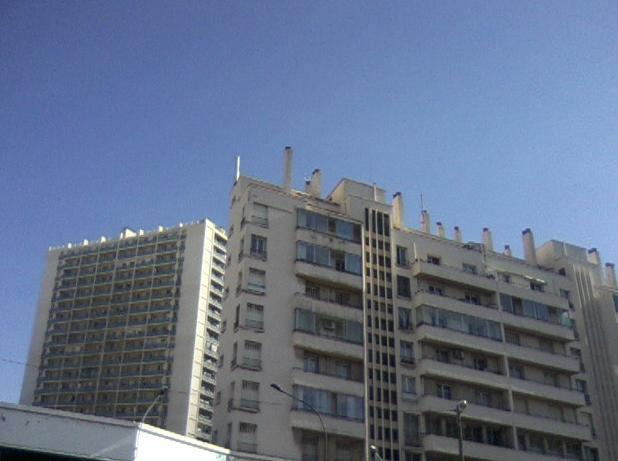
Dans les années 1960 et 1970 furent construits beaucoup de grands ensembles aujourd'hui défavorisés. Ici la cité Félix Pyat.

- Le Panier, partie haute de l'ancien centre historique de la ville, est caractérisé par ses ruelles étroites méditerranéennes et ses escaliers.
- La Joliette et Arenc, au cœur du projet Euroméditerranée, autrefois principalement composé d'infrastructures portuaires, se muent en quartiers d'affaires abritant des gratte-ciels de bureaux (Tour CMA-CGM) ou résidentiels de standing (Les Quais d'Arenc, en construction). Les anciens bâtiments industriels sont parfois revalorisés et réaménagés comme Le Silo ou les Docks.
- Belsunce, Opéra, Le Chapitre et Noailles sont des quartiers construits à partir du XVIIIe siècle  souvent composés de rues étroites. Peu adaptés à la circulation de la voiture, ils sont en cours de semi-piétonnisation ou piétonnisation progressive comme sur la rue Saint-Ferréol, le cours Belsunce, la rue de Rome ou encore le boulevard Longchamps. Noailles et Belsunce abritent malheureusement de nombreux logements insalubres et  marchands de sommeil[11].
- Menpenti, La Capelette et Le Rouet sont d'anciens quartiers industriels et ouvriers en cours de réhabilitation[12].
- Bompard, Périer, Sainte-Anne, Saint-Giniez, Endoume et Le Roucas-Blanc sont des quartiers résidentiels aisés surtout composés de villas individuelles, mais aussi de résidences de standing surveillées et fermées (La Cadenelle, les Alpilles, etc.)[13].
- Sainte-Marguerite, Le Redon, Le Cabot et Mazargues sont des quartiers résidentiels composés de maisons individuels, longeant parfois des rues privées fermées à Sainte-Marguerite[14], mais aussi d'ensembles résidentiels fermés et surveillés comme à La Rouvière[15] ou sensibles comme à La Soude[16].
- La Rose, Le Merlan, Saint-Just, Malpassé, Bon-Secours, Saint-Barthélémy, dans les quartiers nord, sont les quartiers les plus marqués par les grands ensembles et les cités HLM construits dans les années 1960 et 1970. Ils font partie des quartiers les plus sensibles de la ville.
- Sainte-Marthe, Saint-Joseph, Notre-Dame Limite, Saint-Mitre, Les Olives, Les Aygalades et Saint-Jérôme sont des quartiers de lotissements résidentiels[15] situés dans les quartiers nord. S'ils contiennent quelques ensembles d'HLM, ils sont beaucoup plus disparates que dans les quartiers précédents.
- Château Gombert, Palama, Les Médecins, La Croix-Rouge, Verduron, Borel et Les Mourets sont des quartiers de lotissements résidentiels des quartiers nord. Il ne contiennent pratiquement pas de grands ensembles, voire aucun. Certaines de leurs résidences sont clôturées et sécurisées et constituent des « espaces résidentiels cloisonnés » par rapport aux cités sensibles des quartiers voisins[13].
- Les Arnavaux, La Delorme, La Calade et Le Canet sont des quartiers marqués par les infrastructures industrielles, comprenant quelques lotissements de maisons individuelles et quelques ensembles d'HLM.
- Saint-André et Saint-Henri sont des quartiers résidentiels situés dans les quartiers nord. S'ils sont en bord de mer, celui-ci est entièrement occupé par le port autonome de Marseille.
- Saint-Antoine, La Viste et Saint-Louis sont des quartiers formés autour d'un noyau villageois contenant également des grands ensembles sensibles comme La Castellane ou Campagne Lévêque[17].
- L'Estaque, La Pointe-Rouge et Les Goudes sont des petits ports de plaisance. Si les deux premiers se sont urbanisés, Les Goudes reste encore aujourd'hui un port de pêcheur traditionnel[12].
- La Cabucelle et Les Crottes sont des quartiers marqués par le passé industriel de la ville composés essentiellement des maisons et de petits immeubles ouvriers.
- Montolivet, Saint-Julien, Les Caillols, La Fourragère, Les Trois-Lucs et Saint-Jean-du-Désert, Saint-Barnabé, situés dans les quartiers Est, sont des quartiers résidentiels composés de résidences et de maisons individuelles qui se sont développés autour de noyaux villageois.
- La Treille, Les Accates, Éoures et Les Camoins sont des quartiers excentrés à l'Est de la ville composé presque uniquement de lotissements de maisons individuelles.
- La Valbarelle, La Barasse, Saint-Menet, La Millière, La Valentine, La Pomme, Saint-Marcel, Saint-Loup, Saint-Tronc et Pont-de-Vivaux sont des quartiers résidentiels de lotissements, mais quelques grands ensembles sensibles à La Valbarelle, à Pont-de-Vivaux et à la Pomme (Air Bel, La Sauvagère ou Les Néreïdes). Ils sont dans l'ensemble marqués par l'industrie de la vallée de l'Huveaune ou l'activité commerciale de La Valentine[18],[19].

### Particularités
Le centre-ville s'étant toujours reconstruit sur lui-même au fil des époques, son urbanisme est à l'heure actuelle caractérisé par une cohabitation de styles architecturaux de différentes époques se côtoyant. Contrairement à Paris, la ville n'a pas connu de redécoupage haussmanien de son centre (si l'on excepte la percée de la Rue Impériale, actuelle rue de la République) qui donnerait une homogénéité architecturale aux bâtiments d'une même rue. Ainsi, on peut observer sur les principales artères de la ville comme la Canebière ou le Cours Lieutaud des édifices aux styles radicalement différents : immeuble haussmanien, Art Nouveau, immeuble traditionnel marseillais, etc.